# 조규석 (독립운동가)
조규석(1918년 4월 28일 ~ 1963년 1월 7일)은 한국의 독립운동가이다. 경기도 여주 태생이며 본관은 창녕(昌寧)이다.
1937년 3월 비밀 결사조직인 상록회를 조직하였다가 1938년 일본 경찰에 발각되어 체포되었다.